# Hirofumi Nakazono
Hirofumi Nakazono  (中園博文?, Nakazono Hirofumi), meglio conosciuto come Haruka Inui (乾 はるか?, Inui Haruka), (Shimonoseki, 25 dicembre 1957) è un fumettista giapponese.
La sua produzione spazia agilmente dai manga leggermente erotici per ragazzi agli hentai per adulti, supportata da un'approfondita conoscenza delle usanze BDSM.

## Gli inizi
Nel 1980 (poco prima di laurearsi all'università di Shokutoku in "benessere sociale" alla facoltà di sociologia) partecipa ad un concorso per autori emergenti organizzato dalla casa editrice Akita Shoten; pur non vincendo, viene notato da un giurato e invitato a collaborare a Shonen Champion, una rivista per ragazzi: il suo primo lavoro da professionista è Parallel Ami. In seguito ha disegnato altri manga per ragazzi, tra cui due volumi di Mirai Keisatsu Urashiman e la serie Gakuen Senshi Eru.

## Il successo
Nel 1987 pubblica l'opera che l'ha reso celebre: Ogenki Clinic (un manga erotico pubblicato per la rivista Play Comic della Akita Shoten), giunto in Italia con il titolo La clinica dell'amore; nel 1991 dal manga è stata tratta una serie di tre OAV diretti da Takashi Watanabe (adattati in inglese nel 1999 e trasmessi in Italia da Canal Jimmy nel 2002. Sono disponibili su DVD in edizione Yamato Video).

## Altre opere
In seguito ha pubblicato Josama Wozu (Le guerre della regina), Kyujo no Monogatari (Le storie di Miss Q) e Ranmaru XXX.

Per la testata inui, l'autore ha ricevuto le congratulazioni di Tinto Brass.